# 沃斯权杖
沃斯权杖（埃及语wꜣs意为“权力、统治”）是一种经常出现在与古埃及宗教相关的文物、艺术和象形文字中的符号。它的形象为一个兽首，位于一根笔直但末端分叉的权杖的顶部。

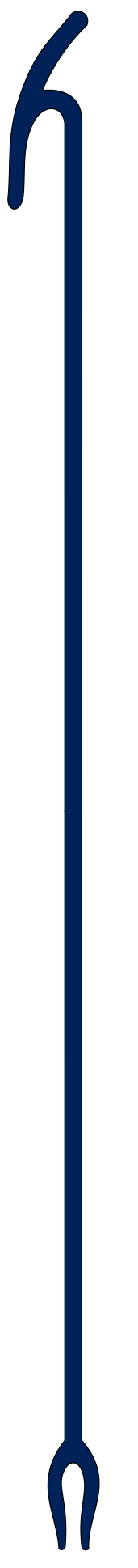
沃斯权杖

沃斯权杖常被用作权力或统治的象征，并与古埃及诸神如风暴之神赛特、死神阿努比斯以及法老联系在一起。有时，权杖也象征着赛特兽（一种古埃及的神兽，和风暴之神赛特有关，也被称作“沙”）或造物神库努牡。在后来的使用中，它被视为能够控制赛特所代表的混乱力量的象征。
在有关墓葬的文化形象中，沃斯权杖被认为可以用来保佑逝者的灵魂，并增加逝者来生的福祉。因此常在古埃及墓葬的陪葬品和棺材上的装饰中看到沃斯权杖。除此之外，沃斯权杖也被用作护身符。古埃及人认为天空是由四根柱子支撑的，沃斯权杖的形状可能来自这些于柱子。在政治形象中，这根权杖同时也是底比斯地区的象征（埃及语称为wꜣst ）。  
从古埃及时期的绘画、壁画和雕刻中可以看出，沃斯权杖通常由神、法老和祭司随身携带，并且常常与安卡和杰德柱一起出现。考古工作者们曾发掘出一些古埃及时期的沃斯权杖，它们通常是由彩陶或木头制成的，可以看到赛特兽的头部和分叉的尾巴。最早的有关沃斯权杖的例子则可以追溯到古埃及第一王朝。沃斯权杖在古埃及圣书体中代表着权利。

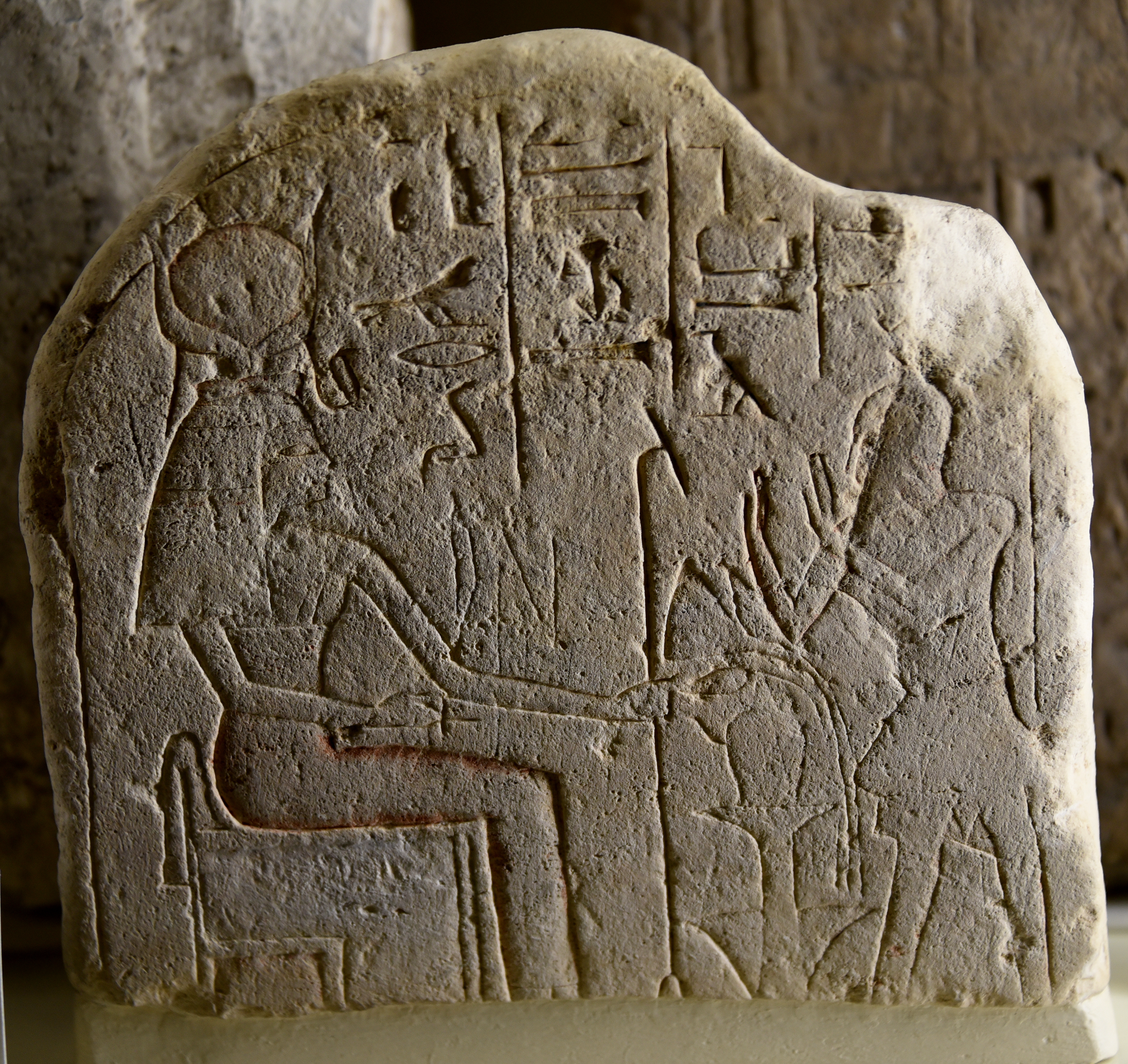
皮特里埃及考古博物馆收藏的一块刻有女神伊西斯拿着沃斯权杖的石碑
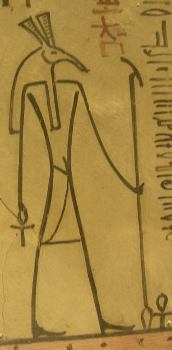
图特摩斯三世陵墓中描绘有拿着沃斯权杖的赛特神
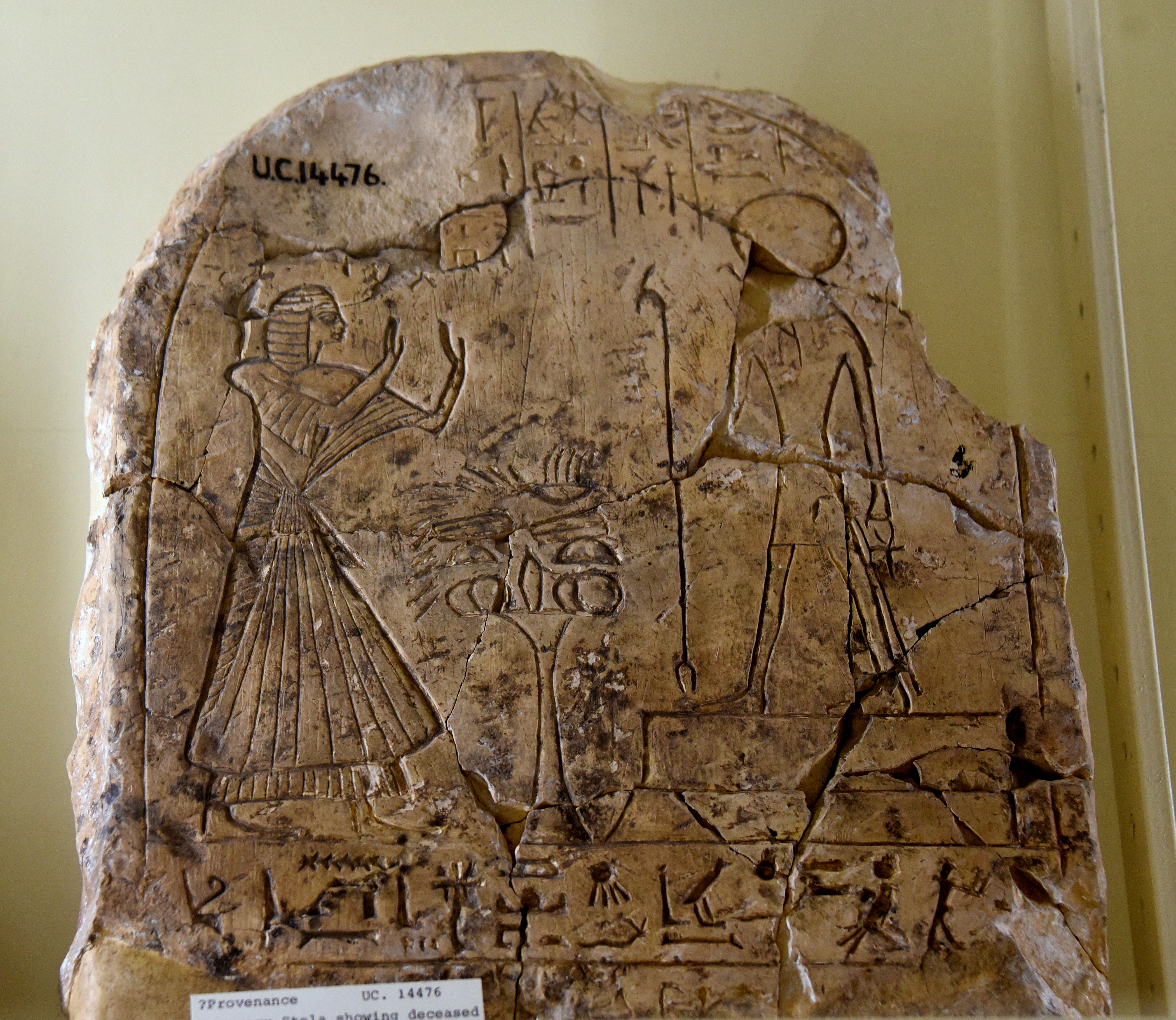
皮特里埃及考古博物馆收藏的一块石碑的上半部分描绘了一个人给拉-哈拉胡提献上贡品的场景，拉-哈拉胡提手里拿着沃斯权杖

沃斯权杖在古埃及圣书体中代表着权利。